# Liparis ochrantha
Liparis ochrantha är en orkidéart som beskrevs av Rudolf Schlechter. Liparis ochrantha ingår i släktet gulyxnen, och familjen orkidéer. Inga underarter finns listade i Catalogue of Life.